# Casa Moliner
Casa Moliner és una masia del poble de Suterranya, de l'antic terme del mateix nom, pertanyent actualment al municipi de Tremp.
Està situada a l'extrem sud de l'antic municipi de Suterranya, i sud-est de l'actual de Tremp, a peu de la carretera C-1311, prop de la fita del quilòmetre 53, amb l'entrada en el traçat vell de la carretera que hi ha en aquest tram. És al davant i al sud-oest del Molí de Suterranya, al sud de la carretera. Té la Casa l'Antintí al costat nord-oest seu.